# Madeleine Eggendorffer
Madeleine Eggendorffer, née Marie-Madeleine de Boffe, (probablement le 30 juin 1744 à Fribourg et morte le 27 septembre 1795 dans la même ville) est une libraire, éditrice et femme d’affaires suisse.

## Vie et carrière
Madeleine Eggendorffer et son frère Joseph héritèrent de la librairie de leur père, Jean-Charles de Boffe. Lorsque cette librairie fit faillite, Madeleine racheta sa part et en prit la tête. 

En 1769, elle épousa l’autrichien Ludwig Wilhelm Eggendorffer. Ce dernier était engagé depuis quelques mois comme relieur pour la librairie de Jean-Charles de Boffe. Après avoir accouché de son premier enfant, Madeleine Eggendorffer poursuivit son travail de libraire. Elle avait alors pour habitude de fréquenter la foire de Berne.

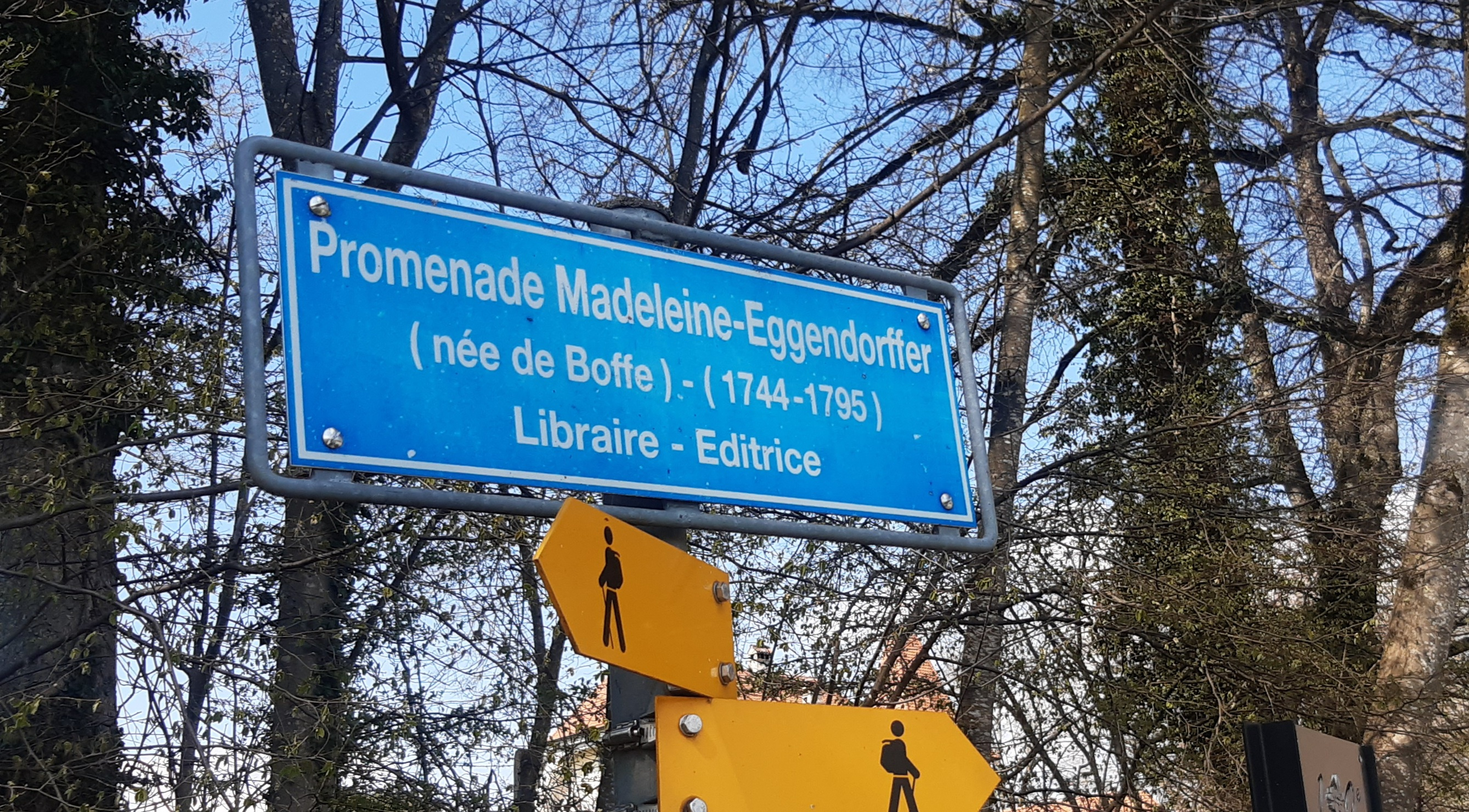
Dans le hameau de Bourguillon, une promenade porte le nom de Madeleine Eggendorffer.

La librairie de son frère, alors unique concurrente en ville de Fribourg, fit faillite en 1771. Madeleine Eggendorffer devint donc gérante de la seule librairie de Fribourg. Son catalogue indique que la librairie de Madeleine Eggendorffer vendait avant tout des livres français, mais aussi quelques livres allemands et latins.
Dans son catalogue, Madeleine Eggendorffer proposait des auteurs renommés, tels que La Fontaine, Rabelais, Voltaire, ou Diderot. De plus, un certain nombre d'auteures font également partie de l'offre de la librairie : Mme du Boccage, la marquise de Lambert, Mme de Maintenon ainsi que Mme de Sévigné. En tant qu’éditrice, Madeleine Eggendorffer a notamment publié la Culture des abeilles ou Méthode expérimentale et raisonnée sur les moyens de tirer meilleur parti des abeilles de l’abbé François-Xavier Duchet (actif à Remaufens) ainsi que Histoire militaire et diplomatique de la Suisse de Beat Emanuel von May. 
La vie professionnelle de Madeleine Eggendorffer est connue notamment grâce à sa correspondance importante avec la Société typographique de Neuchâtel.
Madeleine Eggendorffer mourut en 1795. Son époux Wilhelm Eggendorffer, puis leur fils, Aloys, prirent le relais dans la gestion de la librairie. Ainsi, le nom Eggendorffer fut lié au monde de la librairie fribourgeoise jusqu'au milieu du XIXe siècle.